# Santa Elena (prowincja)
Prowincja Santa Elena to jedna z 24 prowincji Ekwadoru będąca nad Oceanem Spokojnym. Została stworzona w 2007 roku z terytorium prowincji Guayas. Jest to jedna z dwóch najnowszych prowincji kraju (drugą z nich jest Prowincja Santo Domingo de los Tsáchilas). Stolicą prowincji jest Santa Elena, stąd nazwa regionu.

## Podział
Prowincja ta dzieli się na trzy kantony.
| Kanton      | Populacja (2001) | Powierzchnia (km²) | Siedziba    |
| ----------- | ---------------- | ------------------ | ----------- |
| La Libertad | 77,646           | 25                 | La Libertad |
| Salinas     | 49,572           | 69                 | Salinas     |
| Santa Elena | 111,671          | 3,669              | Santa Elena |